# Dieceza de Radom
Dieceza de Radom (în latină Dioecesis Radomensis) este una din cele patruzeci și una de episcopii ale Bisericii Romano-Catolice din Polonia, cu sediul în orașul Radom. Dieceza de Radom se află în provincia mitropolitană a Arhidiecezei de Częstochowa.

## Istorie
În anul 1992, în urma reorganizării diecezelor poloneze, Papa Ioan Paul al II-lea a decis înființarea unei episcopii la Radom.